# Siew bezpośredni

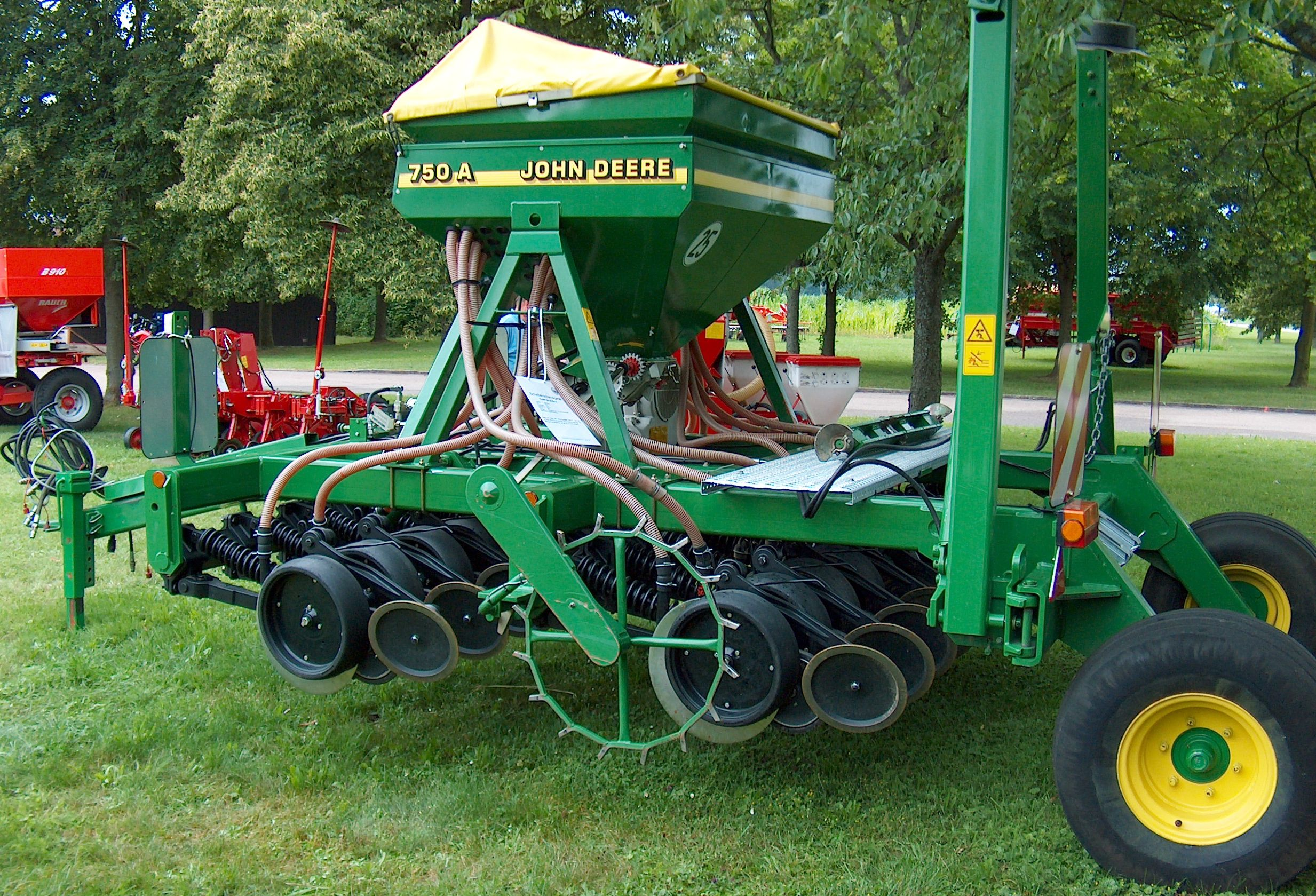
Siewnik do siewu bezpośredniego typu John Deere

Siew bezpośredni (ang. direct drilling, niem. Direktsaat) – siew stosowany przy uprawie zerowej i uprawie konserwującej, polegający na umieszczaniu materiału siewnego specjalnym siewnikiem w nieuprawionej roli. 
Siew bezpośredni stosuje się po spełnieniu następujących warunków: 
- użycia specjalnych siewników,
- odpowiedni przedplon,
- zastosowanie herbicydów niszczących resztki przedplonu i chwasty,
- dostateczne uwilgotnienie gleby,
- dobór właściwego gatunku rośliny uprawnej.

Tą metodą można uprawiać kukurydzę, rzepak, zboża ozime, strączkowe a nawet burak cukrowy. Siew bezpośredni łatwiej jest wykonać na glebach lżejszych i o dobrej strukturze. Najlepsze wyniki uzyskuje się po przedplonach pozostawiających glebę zgruźloną i wolną od chwastów, np. po okopowych, rzepaku, strączkowych i kukurydzy.